# Алєлюхін Федір Васильович
Федір Васильович Алєлюхін (27 січня 1896, д. Павліково Вологодського повіту Вологодської губернії — 9 вересня 1937, Ленінград) — український військовий льотчик у званні сотника.

## Життєпис

### Походження
Народився 27 січня 1896 в селянській родині в д. Павліково Вологодського повіту Вологодської губернії Російської імперії (нині — Чебсарського району Вологодської області РФ).

### Освіта та військова служба в російській армії
Загальна освіта — початкова, домашня.
Учасник першої світової війни. 
В липні 1914 року добровільно вступив до 1-ї авіаційної роти (м. Петроград) російської імператорської армії. У вересні-жовтні 1914 року перебував на авіаційних курсах при Петроградському політехнічному інституті, потім до 10 березня 1915 року навчався у Севастопольській авіаційній школі, звідки в званні рядового дістав призначення пілотом до 30-го корпусного авіаційного загону (9-а Армія), в складі якого брав участь у бойових діях на Буковині. Незабаром, за бойові заслуги, був підвищений в званні до єфрейтора, потім — до молодшого унтер-офіцера, згодом — до старшого унтер-офіцера.
За бойові заслуги, як повний Георгіївський кавалер, 19 листопада 1915 року наказом Південно-Західного фронту був удостоєн офіцерського чину прапорщика інженерних військ, зі старшинством з 12 листопада 1915 (затверджено імператорським наказом від 10.03.1916). У званні військового льотчика був на посаді молодшого офіцера авіаційного загону.
З 13 жовтня 1916 року служив у 14-му авіаційному, а з 12 липня 1917 року — у 9-му винищувальному авіаційному загоні на Румунському фронті.
Лютий 1917 року (зі старшинством 12 травня 1916) — підвищений до звання підпоручика за 7 місяців служби на фронті та 87 годин перебування у повітрі в бойових умовах.
Вересень 1917 року (зі старшинством з 12 жовтня 1916) — отримав звання поручика за ще 5 місяців перебування на фронті та 187 годин 25 хвилин пілотування у бойових умовах.
Наприкінці 1917 представлений до звання штабс-капітана (зі старшинством з 16 червня 1917) за 7 місяців перебування на фронті та 141 годину 25 хвилин польотів під час воєнних дій.
Крім вищезазначеного часу, перебував на фронті 9 місяців і додатково налітав у бойових умовах ще 128 годин 30 хвилин.
За подвиги та бойові заслуги під час Першої світової війни був нагороджений у 1915 році чотирма Георгіївськими хрестами (4-го, 3-го, 2-го, та 1-го ступенів) та згодом, як офіцер, — чотирма орденами Російської імперії і румунським орденом «Зірка Румунії».

### Український ас
У грудні 1917 року 9-й винищувальний авіаційний загін був українізований. 13 березня 1918 року рештки його демобілізовано. Потому, в складі групи авіаторів, виїхав з ліквідованого Румунського фронту до Одеси, де 5 квітня 1918 року поступив на службу до армії УНР. Спочатку служив в Одеському авіаційному дивізіоні армії УНР (потім — армії Української Держави), згодом — у 2-му Подільському авіаційному дивізіоні (у Вінниці).
За сукупністю загальної кількості нальотів на фронті під час Першої світової війни наказом Військової офіції Української Держави був затверджений у ранзі сотника зі старшинством з 12 липня 1918 року. Під час протигетьманського повстання у складі дивізіону перейшов на бік Директорії.
27 листопада 1918 року за розпорядженням Директорії у складі ексадрильї, виділеної з Подільського авіаційного дивізіону, відбув до Західно-Української Народної Республіки. З 1 грудня 1918 року служив льотчиком у 1-й польовій летунській сотні Галицької армії, згодом був переведений до 2-ї летунської сотні.
Головним завданням українських авіаційних підрозділів у той час була повітряна розвідка. Під час польоту 10 жовтня 1919 року біля міста Монастирище був збитий з кулемета денікінцями та потрапив до них у полон. У грудні 1919 року був звільнений та приєднався до своєї сотні, яка в той час перебувала в Одесі у складі денікінських військ.
Після захоплення поляками 26-27 квітня 1920 року у Козятині більшовицького 1-го Червоного Галицького авіаційного загону (захопленої перед тим в Одесі та переформованої більшовиками 1-ї Галицької польової летунської сотні), в складі якого перебував Федір Алєлюхін, він знову опинився в складі армії УНР, яка воювала з більшовиками на стороні поляків. Брав участь у роботі авіаційної закупівельної комісії УНР в Італії (випробовував та переганяв з Італії в Польщу закуплені аероплани).
У жовтні-листопаді 1920 року у складі 1-ї Запорізької авіаційної ескадрильї Повітряного флоту УНР брав участь у бойових діях проти Червоної армії.
У 1921—1922 роках перебував у польських таборах для інтернованих українських вояків.
У 1922 (чи в 1923) році, з огляду на об'явлену більшовиками амністію своїм колишнім ворогам, повернувся до Радянського Союзу. Мешкав у м. Мала Вішера (на той час — Ленінградської області).
18 серпня 1937 року був заарештований, звинувачений в контрреволюційній діяльності та засуджений до страти. Розстріляний у Ленінграді.